# Beyond Aero Blériot
 (mars 2025).
Le Blériot de Beyond Aero est le premier avion à hydrogène à voler en France. Développé par la startup toulousaine Beyond Aero, il a réalisé deux vols d'essai à Gap début 2024. Beyond Aero, fondée par des passionnés d’aéronautique, rejoint les constructeurs à avoir testé un avion à hydrogène.

## Historique
En 2020, Beyond Aero a été fondé par Eloa Guillotin, Hugo Tarlé et Valentin Chomel, avec l’objectif de développer un avion entièrement électrique. Concomitamment, trois ans plus tard, à l’été 2023, le président Emmanuel Macron a tenu un discours marquant à l’usine Safran Aircraft Engines dans lequel il cite notamment Beyond Aero, pour signaler au passage l’importance pour la France de devenir un leader dans la décarbonisation de l’aviation. En février 2024, la société a franchi une étape avec les premiers vols d’essai d’un avion hybride sur une piste dans les Hautes-Alpes, offrant une démonstration de la faisabilité d’un jet privé plus respectueux de l’environnement. En évoquant les prochaines étapes de Beyond Aero, l’objectif affiché de l'entreprise de concevoir un avion entièrement électrique reste central.

## Caractéristiques
| Type de moteur                                         | Moteur électrique Emrax                                                                                  |
| Système de propulsion                                  | Propulsé par hydrogène avec une pile à combustible                                                       |
| Puissance électrique                                   | 85 kW |
| Réservoirs d'hydrogène                                 | Trois bouteilles à 340 bars                                                                              |
| Batteries                                              | Cinq packs de 7 kg pour décollage et phases de pleine puissance                                          |
| Cellule                                                | Basée sur la plateforme G1 SPYL-XL, modifiée pour l’hydrogène                                            |
| Capteurs                                               | Environ 500, recueillant plus de 2 000 variables                                                         |
| Carburant et oxygène                                   | Hydrogène et oxygène comprimé                                                                            |
| Données en temps réel                                  | Télémesure pour enregistrer les données de vol                                                           |
| Tests en vol                                           | Premier vol en février 2024 à Gap-Tallard                                                                |
| Objectif de performance                                | |
| Certification                                          | L'entreprise, dispose d'un DOA en cours d'obtention auprès de l’EASA pour un avion d’affaires d’ici 2030 |
| Puissance des composants                               | |
| ------------------------------------------------------ | --- |
| Pile à combustible : 45 kW                             | |
| Batterie : 40 kW                                       | |
| Puissance électrique maximale : 85 kW                  | |
| Système de propulsion électrique à hydrogène           | |
| Réservoirs d’hydrogène et batteries pour le propulseur | |
| Pression : 340 bars                                    | |
| Systèmes de bus et d’alimentation                      | Bus DC haute tension : 350 V                                                                             |
| Caractéristiques de flux d'air                         | Débit massique nominal de l’air : 55 g/s                                                                 |
| Système de stockage d'énergie                          | Hydrogène gazeux                                                                                         |
| Capacité                                               | Avion léger de type ULM, avec un banc de test de 85 kW                                                   |

Le Blériot est un prototype retrofit, dont le système propulsif a été remplacé par une propulsion hydrogène-électrique. Cette campagne d'essais en vol réussie confirme la faisabilité de l'architecture de propulsion développée par le constructeur, avec pour objectif de rendre possible, certifiable et rentable le premier avion d'affaires électrique conçu pour une propulsion à hydrogène d'ici la fin de la décennie.
Objectif : Révolutionner l’aviation avec des solutions durables.

## Attendus
Avec des performances techniques actuelles atteignant une altitude maximale de 700 mètres et une vitesse de 110 km/h, le projet a récemment mené une campagne d'essai intensive, s'étendant de janvier à février 2024, et comprenant un total de 10 décollages. L'objectif environnemental de cette initiative est notamment de cibler la décarbonation dans le secteur de l’aviation d'affaires en réduisant les émissions de dioxyde de carbone. En perspective, l'objectif futur est d'introduire d'ici 2030 un modèle d'avion à hydrogène de six places, pour satisfaire une avancée dans la faisabilité de la technologie d'hydrogène dans l'aviation d'affaires.

## Acteurs principaux et partenaires

### Beyond Aero - Équipe de Direction
- Eloa Guillotin - Cofondatrice
- Chief Executive Officer (CEO).
- Hugo Tarlé - Cofondateur
- Chief Operating Officer (COO).
- Valentin Chomel - Cofondateur
- Chief Strategy Officer (CSO).

### Principaux Investisseurs et enjeux Stratégiques
Giant Ventures, en tant qu'investisseur principal, et le Fonds Deep Tech 2030, qui soutient les technologies innovantes en France, figurent parmi les principaux partenaires financiers de ce projet. Avec un total de 44 millions de dollars levés, incluant 20 millions de dollars pour la série A du projet afin de favoriser les avancées, l'entreprise dispose des moyens pour atteindre ses objectifs de développement. À court terme, Beyond Aero prévoit de créer un centre de tests à Toulouse, tandis que son ambition est de mettre sur le marché son premier avion d’ici 2030. Il y a déjà des lettres d'intention totalisant 914 millions de dollars pour 108 avions.